# Índio (football, 1975)
Pour les articles homonymes, voir Indio.
Marcos Antônio de Lima dit Índio, né le 14 février 1975 à Maracaí, est un ancien footballeur brésilien. Il jouait au poste de défenseur central.

## Palmarès
Avec le SC Internacional
- Vainqueur de la Copa Libertadores en 2006 et 2010
- Vainqueur de la Copa Sudamericana en 2008
- Vainqueur de la Recopa Sudamericana en 2007 et 2011
- Vainqueur de la Coupe du monde des clubs de la FIFA en 2006
- Vainqueur du Campeonato Gaúcho en 2005, 2008, 2009, 2011, 2012 et 2013
- Vainqueur de la Dubaï Cup en 2008
- Vainqueur de la Coupe Suruga Bank en 2009